# Ривер Финикс
Ривер Финикс (енгл. River Phoenix; 23. август 1970—31. октобар 1993) је био амерички глумац, музичар и активиста. Он је био старији брат глумца Хоакина Финикса.
Његов успех је обухватио 24 филма и телевизијска наступа, а његова слава довела га је до статуса "тинејџерског идола".

## Каријера
Глумачку каријеру започео је са 10 година, у телевизијским рекламама. Први филмови које је снимио били су  Explorers 1985. и Остани уз мене из 1986. године који су били научно-фантастичног карактера. Следећи филмови у којима је глумио су били мало "зрелији". Године 1988. је глумио у филму Running on Empty а 1991. у My Own Private Idaho. Последњи филм на коме је радио је био Dark Blood. Филм је изашао из продукције тек 2012. године јер није завршен до краја усред Финиксове изненадне смрти.

## Смрт
Финикс је имао озбиљних проблема са наркотицима. Са  гитаристом бенда Ред Хот Чили Пеперс, Џоном Фрушанте, заједно су узимали велике количине лекова, марихуане, кокаина и хероина. Те ноћи када је преминуо, имао је заказану свирку у клубу чији је власник Џони Деп. у току свирке су размењивали кокаин а Финикс је већ имао већу количину наркотика у себи. У току свирке се срушио а у болници су прогласили смрт а узрок је био предозирање кокаином.